# Ћутање (ТВ серија)
Ћутање је хрватска телевизијска серија која се од 2022. емитовује на каналу ХРТ 1. Темељи се на романима хрватског књижевника Драге Хедла. У Србији је доступна за гледање преко ХБО Макс платформе.
Комплетна друга сезона серије је објављена на сервису HRTi 4. октобра 2023. године док је истог дана почело емитовање на ХРТ 1. Прва сезона на ХБО Макс је стигла 12. априла 2022. године док је друга сезона изашла 9. новембра на овој платформи за подручје Србије, Бугарске, Црне Горе, Чешке, Мађарске, Северне Македоније, Пољске, Румуније, Словачке, Словеније и Хрватске.

## Радња
Радња серије смештена је у Осијеку и Кијеву, а проблеми дечије проституције и трговине белим робљем вешто су испреплетени са преиспитивањм интимних односа, губицима и траумама главних јунака те економском и социјалном сликом транзицијских друштава.

## Улоге
| Глумац               | Улога             |
| -------------------- | ----------------- |
| Ксенија Мишина       | Олга              |
| Горан Богдан         | Стрибор Краљ      |
| Дарко Милас          | Владо Ковач       |
| Сандра Лончарић      | Весна Хорак       |
| Леон Лучев           | Иван Хорватић     |
| Мијо Јуришић         | начелник Јакић    |
| Горан Марковић       | Андреј Маринковић |
| Тихана Лазовић       | Лана Краљ         |
| Бранка Катић         | Мила              |
| Анђелка Стевић Жугић | Јелена            |
| Ива Јерковић         | др Мирјана Томић  |
| Домагој Јанковић     | Озрен             |